# Винник Олександр Якович

Олександр Якович Винник

Олекса́ндр Я́кович Ви́нник (1912—1981) — радянський письменник-фантаст (жив в УРСР, писав російською мовою).

## Життєпис
Народився 1912 року в Донецьку, де й проживав надалі.
У 1929—1933 рр. працював відповідальним секретарем маріупольської газети «Іллічівець». У повоєнні роки довго працював відповідальним секретарем обласної газети «Соціалістичний Донбас». Після війни розпочав літературну діяльність і 1956 року опублікував повість «Прикмети весни».
Автор сатиричних фантастичних повістей: «Таємниця доктора Хента» (1957), «Катастрофа в Мілтауні», «Полювання за невидимками» (1962), «Фіолетова куля». Головна тема: розповідь про талановитих вчених, чиїми відкриттями зацікавилися дільці та шахраї вигаданої країни Бізнесонії. Повісти написані в жанрі політичних памфлетів з метою критики капіталістичного суспільства. Творчість має соціально-ідеологічну скерованість. Автор часто порівнює долі авторів винаходів в СРСР та за кордоном.
В Донецьку на домі, в якому мешкав письменник з 1956 по 1981 роки (Університетська, 16), встановлено меморіальну дошку.